# Turtles (nhóm nhạc Hàn Quốc)
Turtles (tiếng tiếng Hàn: 거북이) là một nhóm hip-hop Hàn Quốc đã ra mắt vào năm 2001. Đĩa đơn "Máy bay" (bihaengi) từ album thứ tư của họ đứng đầu bảng xếp hạng KBS vào tháng 9 năm 2006.
Ca sĩ chính và rapper của nhóm là Lim Sung-hoon (nghệ danh là Turtleman) đã qua đời vì một cơn đau tim vào ngày 2 tháng 4 năm 2008; ông được người quản lý của mình tìm thấy tại tư gia lúc 2:30 chiều.
Vào ngày 4 tháng 9 năm 2008, các thành viên còn lại (Geum Bi và Z-E) đã tuyên bố tan rã chính thức. Vào ngày 18 tháng 4 năm 2011, họ tuyên bố sẽ trở lại vào ngày 28 tháng 4, với một thành viên nam mới. Tuy nhiên, không có bản phát hành âm nhạc hay đĩa đơn nào được thực hiện kể từ năm 2008.

## Các thành viên
- Turtleman (터틀맨 (Teotulmaen, Nam hát chính) [mất ngày 2 tháng 4 năm 2008 do bị nhồi máu cơ tim] (1970–2008)
- Z-E (hát rap & vocals) (1980–)
- Geum Bi (금비, hát) (1982–)
- SuBin (수빈, hát) [cựu thành viên, còn lại sau album đầu tiên) (1983–)
- Lee Kang (hát và rap) [gia nhập năm 2011] (1981–)

## Danh sách đĩa hát

### Albums
1. Go! Boogie!, 2001
2. Turtles 2, 2003
3. Turtles 3, 2004
4. Buy Turtles, 2006
5. 오방간다(OhBangGanDa), 2008
6. 아이고(Aigoo), 2011
7. 주인공(protagonist), 2011

## Albums Nhỏ
1. Turtles: Digital Single - Christmas Mix, 2006
2. Turtles: 4.5 - Remake Single, 2007
3. Turtles: Digital Single - 분홍빛 크리스마스, 2007

### Tổng hợp
1. Turtles Best, The Land of Turtles, 2006
2. Turtles Special Album, The Unfinished Story, 14 tháng 8 năm 2008, bài hát tưởng niệm Lim Sung-hoon

## Giải thưởng

### Mnet Asian Music Awards
| Năm  | Thể loại               | Ấn phẩm | Kết quả |
| ---- | ---------------------- | --- | ------- |
| 2002 | Best New Group         | "4 Seasons" (사계)\| style="background: #FDD; color: black; vertical-align: middle; text-align: center; " class="no table-no2"\|Đề cử      |         |
| 2004 | Best Group Video       | "Come On"\| style="background: #FDD; color: black; vertical-align: middle; text-align: center; " class="no table-no2"\|Đề cử               |         |
| 2006 | Best Dance Performance | "Airplane"\| style="background: #FDD; color: black; vertical-align: middle; text-align: center; " class="no table-no2"\|Đề cử              |         |
| 2007 | Best Mixed Group       | "It's Been A Long Time"\| style="background: #FDD; color: black; vertical-align: middle; text-align: center; " class="no table-no2"\|Đề cử |         |